# Valea (okręg Bistrița-Năsăud)
Valea – wieś w Rumunii, w okręgu Bistrița-Năsăud, w gminie Urmeniș. W 2011 roku liczyła 28 mieszkańców.